# Памятник Матери (Якутск)
Памятник Матери установлен в 2012 году на берегу озера Сайсары города Якутска в качестве дани уважения матерям, преодолевшим трудности Великой Отечественной войны.

## Символическое значение памятника
Памятник посвящен матерям выстоявшим в годы Великой Отечественной войны. Прообразом памятника стала Феврония Николаевна Малгина из таёжного села Баяга Таттинского улуса. У Февронии Николаевны Малгиной были призваны пять сыновей на войну и ни один из них не смог вернуться домой. Памятник матери отлитый из бронзы и установленный в центре сквера, представляет собой композицию женщины с ребёнком, олицетворение Родины. Три сокола летящие ввысь являются символом сыновей безвозвратно ушедших на войну. Памятник знаменует собой Победу, верховенство добра над злом и продолжение жизни.
Головной убор Матери схож со шлемом. Заяц в ногах женщины дал пропитание и жизнь тысячам якутских семей.

## История
В марте 2010 года мэром Якутска Юрием Заболевом утверждено распоряжение по проектированию памятника в честь якустких матерей. Проект конкурса был посвящён 65 годовщине Победы в Великой Отечественной войне, открытие было запланировано на 9 мая 2010 года. Фактически строительство продлилось на два с половиной года. Первоначально предполагалось благоустроить сквер со скульптурой Матери. Но в процессе обсуждения скромный сквер превратился в площадь, в знак признательности всем женщинам Якутии, чьи сыновья воевали во Вторую мировую войну. Строительство площади началось весной 2011 года. Площадь поделена на две части: скульптурная композиция и сквер с аллеями и архитектурными группами. Открытие площади Матери состоялось 15 сентября 2012 года на день города Якутск.
Бронзовый памятник Матери выполнен скульптором Афанасием Романовым. Со слов Афанасия Романова: «В этой высокой статной Матери — присутствует образ всех женщин — матерей. В ней есть твердость духа и несгибаемость. Её суровый взгляд олицетворяет твердость её характера и силу воли. Памятник матери — это дань уважения старшему поколению, которое выстояло и победило в Великую Отечественную войну, восстановило страну».